# 치하라 미노리
치하라 미노리는 도치기현 우쓰노미야시 출신 사이타마현에서 자란 일본의 여자 성우, 가수다. 소속사는 에이벡스 플래닝&디벨럽먼트였으나 2013년 3월 31일자로 전속계약이 만료됨에 따라 4월부터는 개인소속사인 M-Peace로 변경되었다. 음반회사는 란티스다. 가족 관계는 2녀 1남 중 차녀이다.

## 약력
2003년
- 4월부터 9월까지 라디오 《코다 마리코[1]의 GM》(國府田マリ子のGM) 보조 출연자 오디션에 당첨되어 코너 〈성우 그랑프리클럽〉에서 활약한다. 프로그램 내 출연자들과 가위바위보에서 이긴 것을 계기로 Avex Artist Academy 강좌 수강 기회를 얻게 되고, 현재 사무소의 전신인 아크지우(アクシヴ)에 소속된다[2].
- 10월에 개최된 '포니캐니언'(ポニ-キャニオン)[3] 주최의 《VOICE ARTIST&SINGER AUDITION「VS 오디션 2003」》에서 4강까지 진출하나 대상은 타지 못하였다. 결과에 대해서는, '씁쓸했지만, 좀 더 몰입해서 반드시 꿈을 이루겠다.'는 코멘트를 남겼다.[4]

2004년
- 3월부터 9월까지 데뷔작인 TV애니메이션 《천상천하》에서 '나츠메 아야' 역을 맡다.
- 12월에는 블로그 '미노리듬(minorhythm)'을 개설, 앨범 《Heroine》 발매.

2005년
- 4월부터 오노사카 마사야, 마츠키 미유와 진행하는 라디오 《수다떨고 있어요. 목요일》(おしゃべりやってまーす木曜日)이 시작.
- 5월부터 《avex presents 茅原実里の負けないラジオ》(치하라 미노리의 지지 않는 라디오) 《avex presents 茅原実里のいけないラジオ》(치하라 미노리의 있을 수 없는 라디오) 시작

2006년
- 3월에는 블로그를 책으로 엮어낸 《미노리즘》(겐토샤 코믹스[幻冬舎コミックス])를 출판.
- 4월부터 9월까지 TV애니메이션 《스즈미야 하루히의 우울》에서 나가토 역을 맡는다. 7월에는 히라노 아야, 고토 유코와 같이 부른 본 애니의 닫는 노래 싱글이 골드디스크[5]로 인정.
- 11월에는 애니메이션 고베[6]에서 엔딩테마가 주제가賞(라디오 칸사이賞)을 수상, 고토 유코와 시상식에 참가(히라노 아야는 건강상태가 좋지 않아서 불참)

2007년
- 1월, 싱글 《순백 생츄어리》(純白サンクチュアリィ)를 발매, 2년 만에 자신의 이름으로 가수활동을 재개함.
- 5월, 라디오 《minorhythm》이 란티스 인터넷 라디오로 서비스 개시.
- 6월, 싱글 《당신이 준 그날》(君がくれたあの日)이 발매 당일 오리콘 20위를 기록.
- 8월, 사전에 전국 115개의 판매점에 중대발표를 예고. 내용은 앨범 《Contact》와 뮤직비디오 DVD 발표, 그리고 라이브 개최의 발표였다.[7]
- 12월에는 《당신이 준 그날》, 《시인의 여행》(詩人の旅), 그리고 《순백 생츄어리》의 뮤직비디오, 가수활동재개 때부터 앨범발매까지를 수록한 다큐멘터리. 그리고 《contact》의 13번째 곡으로 자리잡게 된 〈contact 13th〉가 수록된 CD를 동봉한 뮤직클립 DVD가 발매.

2008년
- 2월 9일～3월 23일, Minori Chihara 1st Live Tour 2008 ~Contact~개최
- 3월 26일, 싱글 《Melty tale storage》발매.
- 4월 1일, 치하라 미노리 팬클럽 'm.s.s(minori smile seasons)' 활동개시.

## 인물
- 중학교 때에 소프트볼 부에 소속했다. 포지션은 센터필더(중견수). 또한 정규선수이기도 했다. 본인은 재적했던 학교를 강호로 불러, 실력이 상당했던 것임을 짐작할 수 있다. 빠르고 순발력도 대단하여 감독이 내야수를 건의했으나, 본인은 외야수를 희망했다(이유는 라인드라이브(직선타구)가 무서웠기 때문에) 게다가 외야수의 첫 번째 매력은 뜬공이라고 설득(잡았을 때의 감동이 기분좋았다고 서술)결국은 감독과 직접 담판을 벌여 수비범위가 넓은 중견수로 결정되었다.(라디오 minorhythm 제1화에서)

- 취미는 기타로, 자신의 어쿠스틱 기타를 'ゴー君'(고-쿤)이라고 부른다. 거리 공연은 물론, 공연장의 사람들 앞에서 연주하기도 했다.[8]
- 특기는 캐치볼[9] 자세마저 아름답다고 자찬(부친이 청소년 야구팀의 코치, 감독을 맡았던 관계로 캐치볼을 알게 되었다.). 그 밖에는 마루모지(丸文字)[10]가 있는데, 이 특기는 (위에서 언급된)블로그 책에서 확인이 가능하다. 편지쓰기를 좋아해서 학창시절 당시 친구들과 교환을 반복한 결과 필체가 마루모지가 돼버렸다고 한다.[11]

## 출연작

### TV 애니메이션
2005년
- 천상천하(나츠메 아야)

2006년
- 러브돌~Lovely Idol~ (호죠 히나)
- 스즈미야 하루히의 우울(나가토 유키)

2007년
- 비너스 버서스 바이러스 (타카하나 스미레)
- 러키☆스타 (이와사키 미나미)
- D.C 다카포2 (시라카와 나나카)
- 미나미가 (미나미 치아키)
- Dragonaut~The Resonance (토아)
- 학원 유토피아 마나비 스트레이트! (밴드 리더)

2008년
- 미나미가~한그릇 더~ (미나미 치아키)
- D.C 다카포2 세컨드 시즌 (시라카와 나나카)
- 식령-제로- (츠치미야 카구라)

2009년
- 미나미가~어서와~ (미나미 치아키)
- 괭이갈매기 울 적에 (사쿠타로)
- 사키-Saki- (류몬부치 토우카)
- NEEDLESS (쿠치나시)
- 드루아가의 탑 ~the Sword of URUK~ (쿠퍼)
- 신 스즈미야 하루히의 우울 (나가토 유키)
- 성검의 블랙스미스 (마고트)

2010년
- 성흔의 퀘이서 (테레사 베리아)
- 츄브라!! (하야마 나유)
- 놀러갈게! (라우리)
- 미츠도모에 (오가타 아이리)
- 꿈빛 파티시엘 2기 (메이즈)
- 일기당천 Xtreme Xecutor (장비 익덕)
- 세기말 오컬트 학원 (나카가와 미카세)

2011년
- A채널 (키토 키미코)
- 경계선상의 호라이즌 (호라이즌 아리아 더스트)
- 마요치키! (사오토메 이치고)
- 시큐브 / C3 (무라마사 코노하)

2012년
- 경계선상의 호라이즌 2기 (호라이즌 아리아더스트)
- 사랑과 선거와 초콜릿 (미타니 아유무)
- 사키-Saki- 아치가편 episode of side-A (류몬부치 토우카)
- 오빠지만 사랑만 있으면 상관없잖아 (나스하라 아나스타샤)
- 그래서 나는 H할 수 없다 (다르니아 이어하트)
- 무장신희 (히나)
- 빙과 (코우노스 유리)

2013년
- 경계의저편 (나세 미츠키)

### OVA
2006년
- 오늘의 5학년 2반(카와이 츠바사)

2008년
- 러키☆스타 ova(이와사키 미나미)

2010년
- 스즈미야 하루히의 소실 (나가토 유키)

2011년
- 베이비 프린세스 3d 파라다이스 0(러브) (후부키)

2012년
- 시큐브 / C3 (무라마사 코노하)

### 극장판 애니메이션
2016년
- 극장판 울려라! 유포니엄(카오리)

### 게임
2010년
- 매리지 로얄 프리즘 스토리(나고 우루마)

### 라디오
- 치하라 미노리의 radio minorhythm - 인터넷 라디오,(2007년 5월 10일 - )

## 음악

### 싱글
|      | 발매일           | 제목                                                                |
| ---- | ---------------- | ------------------------------------------------------------------- |
| 00th | 2005년 1월 13일  | 이대로.. 같이 / 지지 않아(ずっと...一緒/負けない〜一途バージョン〜) |
| 01st | 2007년 1월 24일  | 순백 생츄어리 (純白サンクチュアリィ)                                |
| 02nd | 2007년 6월 6일   | 당신이 준 그날 (君がくれたあの日)                                   |
| 03rd | 2008년 3월 26일  | Melty tale storage                                                  |
| 04th | 2008년 8월 6일   | 비가 갠 뒤의 꽃이여 피어라（雨上がりの花よ咲け)                     |
| 05th | 2008년 11월 5일  | Paradise Lost                                                       |
| 06th | 2009년 6월 3일   | Tomorrow's chance                                                   |
| 07th | 2009년 12월 23일 | PRECIOUS ONE                                                        |
| 08th | 2010년 2월 24일  | 상냥한 망각（優しい忘却)                                            |
| 09th | 2010년 7월 28일  | Freedom Dreamer                                                     |
| 10th | 2011년 2월 9일   | Defection                                                           |
| 11th | 2011년 2월 9일   | KEY FOR LIFE                                                        |
| 12th | 2011년 7월 6일   | Planet patrol                                                       |
| 13th | 2011년 10월 19일 | TERMINATED                                                          |
| 14th | 2012년 3월 21일  | Celestial Diva                                                      |
| 15th | 2012년 7월 11일  | ZONE//ALONE                                                         |
| 16th | 2012년 10월 24일 | SELF PRODUCER                                                       |
| 17th | 2013년 4월 24일  | この世界は僕らを待っていた                                          |
| 18th | 2013년 10월 30일 | 境界の彼方                                                          |
| 19th | 2014년 2월 26일  | FOOL THE WORLD                                                      |
| 20th | 2014년 7월 23일  | 向かい風に打たれながら                                              |
| 21st | 2015년 4월 22일  | 会いたかった空                                                      |
| 22nd | 2015년 6월 24일  | ありがとう、だいすき                                                |
| 23rd | 2015년 11월 18일 | 恋                                                                  |
| 24th | 2018년 1월 31일  | みちしるべ                                                          |

### 앨범
|      | 발매일           | 제목          |
| ---- | ---------------- | ------------- |
| 00th | 2004년12월 22일  | HEROINE       |
| 01st | 2007년10월 24일  | Contact       |
| 02nd | 2008년 11월 26일 | Parade        |
| 03rd | 2010년 2월 17일  | Sing All Love |
| 04th | 2012년 2월 29일  | D-Formation   |
| 05th | 2013년 12월 11일 | NEO FANTASIA  |
| 06th | 2016년 4월 6일   | Innocent Age  |

- <ずっと...一緒/負けない〜一途バージョン〜>과 <HEROINE>은 란티스에서 재기하기 전에 나왔던 음반으로 정식음반 순서에선 빠진다.

### 베스트앨범
|     | 발매일          | 제목                                    |
| --- | --------------- | --------------------------------------- |
| 0th | 2013년 3월 13일 | Minori Chihara B-side Collection        |
| 1st | 2014년 9월 10일 | SANCTUARY 〜Minori Chihara Best Album〜 |

- <Minori Chihara B-side Collection>은 각 싱글에서 커플링곡으로 들어갔던 노래를 그대로 모은 것이기 때문에 기존의 베스트앨범과는 좀 다르다고 할 수 있다.

### 라이브 한정 CD
- 일등성（一等星)（2010년 8월 7일）

SUMMER CAMP 2 당시 공연장에서만 판매됨
- みのりん音頭 (2011년 8월 5일)

SUMMER CAMP 3 당시 공연장에서만 판매됨
- みのりん☆サーフィン(2012년 8월 4일)

SUMMER CAMP 4 당시 공연장에서 선행발매됨

### 라이브 CD
- Minori Chihara Live Tour 2011 〜Key for Defection〜 LIVE CD+PHOTO BOOK (2011년 8월 26일)

- Minori Chihara Live Selection 2012 (2012년 11월 22일)

Minori Chihara Birthday Live 2012 당시 선행발매되었다.

### 합동 제작
- Crustacea Unification 3 Melody feat.Minori Chihara (2012년 12월 26일)

치하라 미노리의 공연에서 바이올린을 맡은 무로야 코이치로가 만든 클래식 합중주팀인 Crustacea가 치하라 미노리의 노래를 인스트루멘털 버전으로 제작해오고 있었는데 세 번째 음반에는 치하라 미노리가 가수로서 참여했다. 이 음반의 마지막 곡인 "枯れない花"는 치하라 미노리가 직접 작사 작곡하고 무로야 코이치로가 편곡한 곡이다. 이 음반을 기반으로 2013년 2월 16일에 공연 <m.s.s Premium Acoustic Live featuring Crustacea>를 열었다.
- Reincarnation (2015년 3월 25일)

기존의 치하라 미노리의 곡들을 오케스트라 버전으로 편곡한 음반으로 편곡과정엔 타다 아키후미가 참가했다. 이 음반을 기반으로 2015년 5월 6일에 토쿄 NHK홀에서 공연 <Minori Chihara Symphonic Concert 2015 ~Reincarnation~>을 열었다.